# František Korte
František Korte (* 22. April 1895 in Ústí nad Orlicí; † 27. Juli 1962 in Prag) war ein tschechischer Komponist.
Korte studierte in Prag Jura und war Kompositionsschüler von Vítězslav Novák. Er komponierte drei Opern, eine Sinfonie, eine sinfonische Dichtung, ein Klavierkonzert, kammermusikalische Werke, eine Kantate, Kirchenmusik, Chorstücke und Lieder.